# Phillip Bellingham
Pour les articles homonymes, voir Bellingham.
Phillip « Phil » Bellingham, né le 24 février 1991 à Mount Beauty, est un fondeur australien. Il a pris part aux Jeux olympiques d'hiver en 2014 et 2018.

## Carrière
Skiant au club de sa localité natale Mount Beauty, Birkebeiner Nordic Ski Club, il fait ses débuts au niveau continental en 2009 puis en Coupe du monde en janvier 2012 à Milan. En 2013, il prend part à ses premiers championnats du monde et en 2014 à ses premiers jeux olympiques, à l'occasion de l'édition de Sotchi, où il est 55e du sprint, 76e du quinze kilomètres classique et 21e du sprint par équipes. Aux Championnats du monde 2017, à Lahti, il enregistre son meilleur résultat individuel en grand championnat avec une 43e place sur le sprint libre.
En janvier 2018, il marque son premier point en Coupe du monde en se classant trentième du sprint d'Oberstdorf. Il se rend ensuite aux Jeux olympiques de Pyeongchang, où il est 65e du sprint, 77e du quinze kilomètres libre, 25e du sprint par équipes et 56e du cinquante kilomètres classique.

## Palmarès

### Jeux olympiques d'hiver
| Épreuve / Édition   | Sprint                           | Sprint                           | 15 km                            | 15 km                            | Skiathlon 2 × 15 km | 50 km | Relais | Relais    |
| Épreuve / Édition   | libre                            | classique                        | libre                            | classique                        | Skiathlon 2 × 15 km | 50 km | Sprint | 4 × 10 km |
| JO 2014 Sotchi      | 55e                              | Épreuve inexistante à cette date | Épreuve inexistante à cette date | 76e                              | —                   | —     | 21e    | —         |
| JO 2018 Pyeongchang | Épreuve inexistante à cette date | 65e                              | 77e                              | Épreuve inexistante à cette date | —                   | 56e   | 25e    | —         |

Légende :
- : pas d'épreuve
- — : Non disputée par Phillip Bellingham

### Championnats du monde
| Épreuve / Édition           | Sprint                           | Sprint                           | 15 km                            | 15 km                            | Skiathlon 2 × 15 km | 50 km libre | Relais | Relais    |
| Épreuve / Édition           | libre                            | classique                        | libre                            | classique                        | Skiathlon 2 × 15 km | 50 km libre | Sprint | 4 × 10 km |
| Mondiaux 2013 Val di Fiemme | Épreuve inexistante à cette date | 73e                              | 93e                              | Épreuve inexistante à cette date | —                   | —           | 25e    | —         |
| Mondiaux 2015 Falun         | Épreuve inexistante à cette date | 64e                              | 75e                              | Épreuve inexistante à cette date | —                   | —           | 23e    | —         |
| Mondiaux 2017 Lahti         | 43e                              | Épreuve inexistante à cette date | Épreuve inexistante à cette date | 60e                              | —                   | 56e         | 19e    | —         |
| Mondiaux 2019 Seefeld       | 64e                              | Épreuve inexistante à cette date | Épreuve inexistante à cette date | —                                | —                   | —           | —      | —         |
| Mondiaux 2021 Oberstdorf    | Épreuve inexistante à cette date | 66e                              | 81e                              | Épreuve inexistante à cette date | 61e                 | 47e         | 17e    | —         |

Légende :
- : pas d'épreuve
- — : Non disputée par Phillip Bellingham

### Coupe du monde
- Meilleur classement général : 154e en 2018.
- Meilleur résultat : 30e.

#### Classements en Coupe du monde
| Année/Classement | Année/Classement | Général | Général | Distance | Distance | Sprint | Sprint | Tour de ski depuis 2007 | Finales depuis 2008 | Nordic Opening depuis 2011 |
| ---------------- | ---------------- | ------- | ------- | -------- | -------- | ------ | ------ | ----------------------- | ------------------- | -------------------------- |
| Année/Classement | Année/Classement | Class.  | Points  | Class.   | Points   | Class. | Points | Tour de ski depuis 2007 | Finales depuis 2008 | Nordic Opening depuis 2011 |
| 2018             | 2018             | 154e    | 1       | -        | -        | 88e    | 1      | -                       | -                   | -                          |

Légende :
- : pas d'épreuve
- — : Non disputée ou non classé